# Terry Brooks
Terry Brooks, egentligen Terence Dean Brooks, född 8 januari 1944 i Sterling i Illinois, är en amerikansk fantasyförfattare. Han har bland annat skrivit böckerna om Shannara.

## Biografi
Brooks arbetade flera år på heltid som advokat men ägnar sig numera på heltid åt sitt författarskap. Brooks bor med frun Judine på Hawaii. Han debuterade 1977 med The Sword of Shannara. Många anser att de första romanerna om Shannara till stor del är kopior av J.R.R. Tolkiens verk, vilket gjort att kritiker inte varit överdrivit förtjusta i Terry Brooks. Detta till trots har han blivit en av de mest säljande fantasyförfattarna. I USA Var han en av de bäst säljande fantasyförfattarna. Shannaras svärd var på topplistan av mest sålda fantasyböcker i USA. Likaså i Sverige var Brooks böcker populära på 90-talet.